# Мескит Крик (Аризона)
Мескит Крик (енгл. Mesquite Creek) насељено је место без административног статуса у америчкој савезној држави Аризона.

## Демографија
По попису из 2010. године број становника је 416, што је 211 (102,9%) становника више него 2000. године.
| Група             | 2000.       | 2010.       |
| Белци             | 182 (88,8%) | 335 (80,5%) |
| Афроамериканци    | 2 (1,0%)    | 2 (0,5%)    |
| Азијати           | 1 (0,5%)    | 3 (0,7%)    |
| Хиспаноамериканци | 15 (7,3%)   | 50 (12,0%)  |
| Укупно            | 205         | 416         |